# علی زینالی
علی زینالی (زاده ۱۱ آوریل ۱۹۹۰) یک بازیکن فوتبال اهل ایران است.